# محمد الليثي
الشيخ محمد الليثي. (1949 - 5 مارس 2006) قارئ قرآن مصري ويعد أحد أعلام هذا المجال البارزين، من مواليد قرية النخاس بمحافظة الشرقية، وهو من بني ليث من قبيلة بني كنانة.

## سيرته
نشأ وترعرع في بيت القران فوالده محمد أبو العلا كان محفظ القران الوحيد في القرية، قرية النخاس، فحفظ ابنه القرآن وهو ابن الثالثة من عمره فمن الله عليه بحفظ القران كاملا وهو ابن السادسة من عمرة وتعلم الشيخ محمد الليثى الصغير من والده فن التلاوة وكذلك تعلم القراءات على أيدي كبار المقرئين آنذاك وبدأ يقرأ في المناسبات المختلفة داخل القرية وهو ابن الخامسة عشر من عمره.فذاع صيته في القرى المجاورة وبدأ يعرف الشيخ محمد الليثى داخل محافظة الشرقية وبهر الناس بحلاوة صوته وطول نفسه آنذاك وكانت الناس في حالة دهشة واستغراب من ذلك الفتى الذي يستطيع أن يقلد أكبر القراء جميعهم في آيه واحدة مثل عبد الباسط عبد الصمد و مصطفى إسماعيل و محمد رفعت و كامل يوسف البهتيمي و السعيد عبد الصمد الزناتي فذاعت شهرته خارج المحافظة وعالميا.

## دخوله الإذاعة المصرية
دخل الإذاعة المصرية عام 1984 وعرفته مصر كلها بصوته المميز القوى حتى لقب بعملاق القراء في مصر انذاك واصبح القارئ الأول في محافظة الشرقية والمحافظات المجاورة واحيا العديد والعديد من الحفلات على الهواء مباشرة من أكبر مساجد مصر كمسجد الحسين والسيدة زينب والنور بالعباسية والإمام الشافعي والكثير والكثير من مساجد مصر.

## زياراته العالمية
سافر الي العديد من بلدان العالم مثل إيران و الهند و باكستان و جنوب أفريقيا و ألمانيا و الولايات المتحدة الأمريكية.

## وفاته
كانت زيارته  قبل الأخيرة إلى إيران عام 2000 م وبعد أن رجع من إيران شعر بالتعب فبادر إلى أداء العمرة وعندما رجع كانت في انتظاره دعوة لقراءة القرآن الكريم في عدة مدن لبنانية ولمدة عشرة أيام. وفي خلال الزيارة اشتد عليه المرض فقطع زيارته للبنان عائدا إلى مصر. توفي في يوم الأحد 5 مارس 2006م.

## وصلات خارجية
- محمد الليثي: سيرة حياته
- محمد الليثي: موقعه على الانترنت
- مصحف الشيخ من إسلام ويب (رواية حفص عن عاصم - ترتيل)
- مصحف الشيخ من علوم القرآن الكريم
- تلاوات الشيخ من موقع إسلامك